# Пардіна
Пардіна (рум. Pardina) — комуна у повіті Тулча в Румунії. До складу комуни входить єдине село Пардіна.
Комуна розташована на відстані 245 км на північний схід від Бухареста, 18 км на північний схід від Тулчі, 128 км на північ від Констанци, 73 км на схід від Галаца.

## Населення
За даними перепису населення 2002 року у комуні проживали 712 осіб.
Національний склад населення комуни:
| Національність   | Кількість осіб | Відсоток |
| ---------------- | -------------- | -------- |
| румуни           | 679            | 95,4%    |
| українці         | 23             | 3,2%     |
| росіяни-липовани | 9              | 1,3%     |
| угорці           | 1              | 0,1%     |

Рідною мовою назвали:
| Мова       | Кількість осіб | Відсоток |
| ---------- | -------------- | -------- |
| румунська  | 681            | 95,6%    |
| українська | 21             | 2,9%     |
| російська  | 9              | 1,3%     |
| угорська   | 1              | 0,1%     |

Склад населення комуни за віросповіданням:
| Релігія       | Кількість осіб | Відсоток |
| ------------- | -------------- | -------- |
| православні   | 698            | 98,0%    |
| римо-католики | 7              | 1,0%     |
| старообрядці  | 7              | 1,0%     |

## Зовнішні посилання
- Дані про комуну Пардіна на сайті Ghidul Primăriilor